# Yalis, la vergine del Roncador
Yalis, la vergine del Roncador è un film del 1955 diretto da Francesco De Robertis.

## Trama
Yalis è una ballerina brasiliana che si esibisce in un night club di Roma. La ragazza è protetta da un anziano professore, che ogni sera viene a prenderla. Un giovane giornalista, dopo un tafferuglio, scrive un articolo e scopre che il professore e Yalis sono gli unici superstiti di una spedizione nel Paraná. Yalis viene rapita da un maniaco e il giornalista tenta di liberarla, ma il rapitore lo ferisce. La ragazza gli dona il suo sangue ed i due si sposano.

## Produzione
È la prima pellicola a colori girata da De Robertis, uno dei primi film di Ettore Manni. Nel cast figurano Roberto Bruni, Gino Buzzanca, Mario Passante e Tino Scotti. De Robertis inserisce ancora l'attore Nino Milano, l'unico che appare in cinque suoi lavori.
La colonna sonora è di Giovanni Fusco e Piero Piccioni (che si firma "Piero Morgan"). Per l'ultima volta il montaggio è curato da Eraldo Da Roma, che ha montato almeno quattro film del regista.
La "location" (come da titolo) è la Serra del Roncador, nel Mato Grosso, in Brasile. Hanno partecipato al film gli indigeni della tribù "Kalapagos".

## Critica
"Il film, che forse all'inizio voleva mostrare l'incontro di due civiltà, si smarrisce nel racconto di una vicenda alquanto ingarbugliata. Buone alcune riprese nella giungla."